# Marathon van Parijs 1983
De marathon van Parijs 1983 werd gelopen op zaterdag 14 mei 1983. Het was de achtste editie van deze marathon. Het parcours liep langs de Seine.
De Fransman Jacky Boxberger finishte bij de mannen als eerste in 2:12.38. De wedstrijd bij de vrouwen werd gewonnen door zijn landgenote Jacqueline Courtade met een tijd van 2:58.14.
In totaal beëindigden 8972 lopers de wedstrijd.

## Uitslagen

### Mannen
| rang   | naam            | land | tijd    |
| ------ | --------------- | ---- | ------- |
| Goud   | Jacky Boxberger | FRA  | 2:12.38 |
| Zilver | Ryszard Marczak | POL  | 2:13.40 |
| Brons  | Ian Thompsen    | GBR  | 2:17.14 |
| 4      | Pierre Levisse  | FRA  | 2:18.09 |
| 5      | David Cannon    | ENG  | 2:18.31 |
| 6      | André Hodicq    | FRA  | 2:23.22 |
| 7      | John Offord     | ENG  | 2:23.22 |
| 8      | Miel Puttemans  | BEL  | 2:24.42 |

### Vrouwen
| rang | naam                | land | tijd    |
| ---- | ------------------- | ---- | ------- |
| Goud | Jacqueline Courtade | FRA  | 2:58.14 |

1976 ·
1977 ·
1978 ·
1979 ·
1980 ·
1981 ·
1982 ·
1983 ·
1984 ·
1985 ·
1986 ·
1987 ·
1988 ·
1989 ·
1990 ·
1991 ·
1992 ·
1993 ·
1994 ·
1995 ·
1996 ·
1997 ·
1998 ·
1999 ·
2000 ·
2001 ·
2002 ·
2003 ·
2004 ·
2005 ·
2006 ·
2007 ·
2008 ·
2009 ·
2010 ·
2011 · 
2012 · 
2013 ·
2014 ·
2015 ·
2016 ·
2017